# 卢照己
卢照己（651年—723年10月4日），字炅之，范阳郡涿县（今河北省涿州市）人，出自范阳卢氏北祖，唐朝官员。

## 生平
仪凤三年（678年），卢照己在制科考试中通过词殚文律、藻思清华二科，对策被定为优等，出任德州平昌县县尉。当时德州刺史赵崇道、长孙宪屡次因为卢照己的孝悌和词学向朝廷举荐。垂拱初年，卢照己在制科考试中通过器标瑚琏、材堪栋干二科，对策被定为优等，出任太常太祝。一年后，卢照己被选拔出任国子主簿。长寿二年（693年），卢照己在制科考试中通过匡过补阙、犯颜无隐二科，对策被定为优等，出任并州司仓参军。一年后，卢照己被选拔出任雍州司兵参军，加朝散大夫，升任太子舍人，转任起居郎，外任豳州司马，又升任魏州长史。神龙初年，卢照己升任复州刺史，以良政闻名，入朝出任国子司业，进献自己所撰的文集，武则天下敕书褒扬赞美，特别命令交付秘阁收藏，赐物四十段。卢照己很快升任光禄少卿，外任豫州刺史。先天年间，敕使陈提伽在豫州境内受到侵犯，卢照己因此被贬官为宣州别驾。开元初年，有关部门给卢照己平反，唐玄宗制令恢复卢照己原有的资历，卢照己出任房州刺史，加银青光禄大夫，转任金州刺史。开元七年（719年），卢照己患病，离职回到洛阳，在病中闲居，闭门谢客。当时唐玄宗亲自撰写《平胡诗》、《偃松诗》两首诗歌，擅长写诗的大臣都写诗唱和，卢照己也写诗唱和进献。唐玄宗深深赞美，赐物四十段。之后卢照己又编纂去世哥哥卢照邻、卢照容等人的文集进献，唐玄宗派遣使者慰问赏赐，赐杂色丝织品六十段。开元十一年九月一日（723年10月4日），卢照己因病在洛阳康俗里私人住宅中去世，虚岁七十三，开元十二年四月廿日（724年5月17日）与夫人王氏合葬于河南县定鼎原。

## 墓地
2005年1-6月，洛阳市第二文物工作队在配合洛南新区永泰街、金城寨街、翠云路工程建设中发掘清理了春秋至唐宋时期墓葬130余座，其中卢照已墓（2005LNCM9） , 虽遭盗掘，但仍出土墓志1合，青石质，方形，志盖盝顶，中央阴刻篆书“唐故府君卢君墓志铭”，四刹饰卷草纹。底边长74.5厘米、厚15.5厘米。志石四边饰卷草纹， 志文楷书，纵35行，满行36字，共1194字，出土随葬器物有陶俑15件、风帽俑14件、女侍俑1件、器座1件、骆驼1件、马2件。

## 家庭

### 十六世祖
- 卢植，东汉侍中[2]

### 曾祖
- 卢旦，北齐幽州大中正、赠殷州刺史[2]

### 祖父
- 卢子元，隋朝龙山县、新宁县二县县令[2]

### 父亲
- 卢仁勗，唐朝江都县县尉、临颍县县丞[2]

### 兄弟姐妹
- 卢照乘，唐朝陇州刺史[2]
- 卢照邻，唐朝新都县县尉[2]
- 卢照容[2]

### 夫人
- 太原王氏，北魏黄门侍郎、并州刺史王遵业六代孙女，唐朝华阴县县丞王弘安之女[2]

### 子女
- 卢滉[2]
- 卢漪[2]
- 卢激[2]
- 卢汴[2]